# Снєжко Олексій Юрійович
Снєжко Олексій Юрійович — підполковник Національної гвардії України, учасник російсько-української війни, який загинув у ході російського вторгнення в Україну в 2022 році.

## Життєпис
Народився 2 січня 1980 року. Імовірно з смт. Пісочин Харківської обл. Служив у 5 ОБр Нацгвардії (в/ч 3005). Звання: підполковник. Посада: начальник речової служби. Убито 05.03.2022 у Харкові.

## Нагороди
- орден «За мужність» III ступеня (2022, посмертно) — за особисту мужність і самовіддані дії, виявлені у захисті державного суверенітету та територіальної цілісності України, вірність військовій присязі[1].